# 여자가 밤을 두려워하랴 2
"여자가 밤을 두려워하랴 2"(No Woman Is Afraid Of The Night)는 한국에서 제작된 김성수 감독의 1986년 멜로/로맨스 영화이다. 오혜림 등이 주연으로 출연하였고 김용덕 등이 제작에 참여하였다.

## 출연

### 주연
- 오혜림
- 임혁
- 이재희
- 장승화

### 조연
- 변희봉
- 문태선

## 기타
- 제작부장: 김이기
- 촬영부: 지준태
- 촬영부: 이기태
- 촬영부: 김일현
- 조명: 강광호
- 조명부: 유정선
- 조명부: 송훈
- 조명부: 최석재
- 스틸: 이태성
- 조감독: 유혁주
- 조감독: 전달수
- 조감독: 유영재
- 조감독: 김은미
- 녹음: 손인호
- 미술: 원기주
- 미술: 김정진
- 특수효과: 김철석
- 분장: 송일근
- 편집보: 고임표
- 네가편집: 이도원
- 소품: 배정엽
- 현상: 세방현상소
- 효과: 이재희